# Cultures 2: The Gates of Asgard
Cultures 2: The Gates of Asgard è un videogioco, (con paesaggio, unità e strutture 3D) che ha componenti di molti tipi: sia gestionale che d'avventura, ma anche strategico in tempo reale oltre che da videogioco di divinità, come di altri giochi di ruolo (GdR); ambientato tra Europa e Mediterraneo in un ipotetico mondo poco prima dell'anno 1000 durante un'immaginaria guerra mitologica, sviluppato da "Funatics Development" e distribuito nell'anno 2006.
Questo è il seguito di Cultures: Discovery of Vinland distribuito nell'anno 2000 e sviluppato da "Funatics Development" e "Joymania Entertainment".

## Modalità di gioco
La campagna, non lineare con obiettivi multipli, ha 11 missioni (con filmati di intermezzo) per il gioco in singolo in cui si a che fare con: Vichinghi (avventurieri), Franchi (guerrieri), Bizantini (studiosi) e Saraceni (mistici).
Inoltre è presente anche una missione con delle lezioni complete per imparare tutte le nozioni di base del gioco ("tutorial").